# Кутрань Анатолій Автономович
Анатолій Автономович Кутрань (нар. 5 квітня 1943, село Передмірка, тепер Лановецького району Тернопільської області) — український радянський діяч, слюсар Лановецького цукрового заводу Тернопільської області. Депутат Верховної Ради УРСР 8—10-го скликань. 

## Біографія
Народився в селянській родині. Освіта середня.
З 1958 року — колгоспник колгоспу імені Андреєва Тернопільської області, учень школи кіномеханіків, кіномеханік у селах Вишгородку, Снігурівці Лановецького району Тернопільської області.
У 1962—1965 роках — служба в Радянській армії.
У 1965—1966 роках — вантажник Владивостоцького морського торгового порту РРФСР.
З 1966 року — слюсар, слюсар-наладчик Лановецького цукрового заводу Тернопільської області.
Член КПРС з 1975 року.
Потім — на пенсії в місті Ланівці Тернопільської області.

## Нагороди
- орден «Знак Пошани» (1974)
- ордени
- медалі